# Be Careful With My Heart
Be Careful With My Heart es una serie de televisión filipina que se estrenó el 9 de julio de 2012 por ABS-CBN. Está protagonizada por Jodi Sta. Maria y Richard Yap.

## Reparto

### Elenco principal
- Jodi Sta. Maria como Maya dela Rosa-Lim.
- Richard Yap como Richard "Ser Chief" Lim.
- Mutya Orquia como Abigail Ruth "Abby" Lim.
- Janella Salvador como Nikki "Nik-Nik" Grace Lim.
- Jerome Ponce como Luke Andrew Lim.

### Elenco secundario
- Aiza Seguerra como Cristina Rose "Kute" dela Rosa .
- Sylvia Sanchez como Teresita dela Rosa.
- Gloria Sevilla como Felicidad "Manang Fe" Marcelo.
- JM Ibañez como Pocholo "Cho/Junior Pards" Macavinta.
- Marlo Mortel como Nicolo Angelo "Nic-Nic" Cortez.
- Divina Valencia como Conchita "Mamang" dela Paz.
- Tart Carlos como Dorina "Doris" Malasig.
- Vivieka Ravanes como Isabel "Sabel" Fortuna.
- Micah Muñoz como Jose Mari "Joma" Adriano.
- Nathan Lopez como Emmanuel "Emman" Castro.
- Paul Jake Castillo como Simón Gabriel Corpuz.
- Vandolph Quizon como Ramón Marcelino "Lino".
- Kelly Gwayne dela Cruz como Aira Denise Mendoza.
- Claire Ruiz como Josephine "Joey" Acosta.
- Marc Carlos de Leon como Iñigo.
- Jeremiah "Bagito" Roxas como Ron-Ron.
- Mai-Mai Adriano como Megan.
- Abigail Francisco Macapagal como Stacy Gutiérrez.
- Arvic Tan como Louie.

### Elenco recurrente
- Noel Trinidad como Don Roberto Lim.
- Marissa Delgado como Doña Esmeralda Lim.
- Tom Rodriguez como Jeff "Pards" Macavinta.
- Maricar Reyes como Rafaella "Rafi" Alcantara.
- Assunta de Rossi como Katrina "Ina" Ruiz.
- Kalila Aguilos como Liza.
- Johan Santos como Wilson de Juan.
- Diamond Shen como Jonah.
- Robert Ortega como Fred.
- Ya Chang como el ingeniero Yamaguchi.
- Jerico Redrico como Lloyd.
- Pinky Amador como Zenaida Belmonte.
- Cris Villanueva como Atty. Ryan Molina.
- Terence Baylon como Elmer.
- Hazel Faith dela Cruz como Edz Viray.
- Sier Edward Atienza Lao, Jade Gultiano, Pol Aron Casas, Erwin Strydom y Prince Ivan Nacachi como Los malos amigos de Iñigo

### Elenco de invitados
- Sunshine Garcia como Stephanie.
- Nick Lizaso como Don Julio Demornay.
- Joyce So como Anna Martínez.
- Dionne Monsanto como la profesora Emy.
- Jed Montero como la profesora May Anne.
- Melai Cantiveros como Cleopatra.
- Karen Leslie Dematera como Gina.
- Princess Manzon como Karisa.
- Agatha Tapan como Yaya Melinda.
- Bianca Saldua como Monica - amiga de Abby.
- Cai Cortez como Luisa.
- Meg Imperial como Sarah.
- Andre Tiangco como jefa de cabina de avión.
- AJ Muhlach como Amiel Sebastian.
- Jomari Umpa como Pao.
- Bodjie Pascua
- Irma Adlawan
- Lollie Mara
- John Arcilla como sacerdote de la boda.
- Jose Mari Chan como cantante de la boda.
- Kazel Kinouchi como Georgina Barrel.
- Dante Ponce como Don Fernando.

### Participación especial
- Luis Manzano como el capitán James Ventura.
- Regine Tolentino como Corrine Celeste.
- Edward Mendez como Charlie Ramírez.
- Sunshine Cruz como Alexandra "Alex" Lim.
- Lito Pimentel como Arturo de la Rosa.
- Ping Medina como Arturo (de joven).
- Beauty Gonzales como Teresita (de joven).

## Banda sonora
1. Please Be Careful With My Heart - Jodi Sta. Maria y Richard Yap (3:40)
2. When You Say Nothing At All - Jodi Sta. Maria y Richard Yap (3:41)
3. Kaba - Jodi Sta. Maria (4:00)
4. Torete - Jodi Sta. Maria (3:26)
5. When You Say Nothing At All - Richard Yap (3:42)
6. The Way You Look Tonight - Richard Yap (3:52)
7. Sorry Na, Pwede Ba? - Richard Yap (2:47)
8. I'll Be There For You - Aiza Seguerra (4:17)
9. Please Be Careful With My Heart - Sam Milby y Juris (4:09)